# Klaus Liebertz
Klaus Liebertz (* 31. Mai 1956) ist ein deutscher Kameramann.

## Privates
Liebertz lebt in München und spricht nach eigenen Angaben fließend Englisch und Französisch. Sein Schaffen als Kameramann seit Mitte der 1990er Jahre umfasszt mehr als 30 Film- und  Fernsehproduktionen.
Liebertz ist Mitglied im Berufsverband Kinematografie (BVK).

## Filmografie (Auswahl)

### Serien
- 1998: Wilsberg: In alter Freundschaft
- 1999: Wilsberg: Wilsberg und die Tote im See
- 2001: Wilsberg: Wilsberg und der Mord ohne Leiche
- 2002: Wilsberg: Wilsberg und der letzte Anruf
- 2005: Alles außer Sex (8 Folgen)
- 2006–2015: SOKO Wismar (55 Folgen)
- 2011: SOKO Leipzig (4 Folgen)
- 2018–2020: Der Bergdoktor (8 Folgen)
- 2021: Ein starkes Team: Gute Besserung
- 2021: Ein starkes Team: Sterben auf Probe

### Filme
- 1999: Doggy Dog – Eine total verrückte Hundeentführung
- 2004: Endlich Sex
- 2006: Eine Krone für Isabell